# Skaner (lampa)
Skaner – popularna nazwa specjalnego rodzaju lampy dyskotekowej, składającej się z silnego punktowego źródła światła kierowanego na obrotowe i, niekiedy, mające możliwość ruchów wahadłowych zwierciadło.
Pozwala uzyskać efekt poruszających się ruchem wirowo-obrotowym słupów świetlnych. Efekt może być wzmocniony poprzez wytwarzanie „dymu”. Istnieją także wykonania z układem zmieniających się kolorowych filtrów. Nazwę zapożyczono od działającego w zbliżony sposób skanera kodów kreskowych.